# Coppa UEFA 2007-2008 (fase a eliminazione diretta)
In questa pagina si riportano i tabellini della fase a eliminazione diretta della Coppa UEFA 2007-2008.

## Sedicesimi di finale

### Andata
| Arbitro: | Michael Weiner |

|                |           |  |
| Pogrebnjak 63’ | Marcatori |  |

| Istanbul 13 febbraio 2008, ore 18.45 | Galatasaray     | 0 – 0 referto | Bayer Leverkusen | Stadio Ali Sami Yen (20.006 spett.)\| Arbitro: \| Lucílio Batista \| |
| Arbitro:                             | Lucílio Batista |               |                  |                                                                      |

| Arbitro: | Bertrand Layec |

|              |           |               |
| Blanco 90+4’ | Marcatori | 86’ de la Red |

| Arbitro: | Anton Genov |

|  |           |                        |
|  | Marcatori | 59’ Osman 88’ Anichebe |

| Arbitro: | Georgios Kasnaferis |

|                                          |           |  |
| Naldo 5’ Jensen 27’ Almeida 90+5’ (rig.) | Marcatori |  |

| Arbitro: | Pedro Proença |

|                                 |           |  |
| Cheyrou 62’ Taiwo 68’ Niang 79’ | Marcatori |  |

| Arbitro: | Costas Kapitanis |

|                              |           |  |
| Simons 7’ (rig.) Lazović 33’ | Marcatori |  |

| Arbitro: | Paolo Tagliavento |

|                        |           |                   |
| Polák 79’ Mpenza 90+5’ | Marcatori | 69’ (rig.) Jussiê |

| Glasgow 13 febbraio 2008, ore 21.00 | Rangers        | 0 – 0 referto | Panathīnaïkos | Ibrox Stadium (45.203 spett.)\| Arbitro: \| Nicola Rizzoli \| |
| Arbitro:                            | Nicola Rizzoli |               |               |                                                               |

| Arbitro: | Kevin Blom |

|                  |           |  |
| Vukčević 8’, 58’ | Marcatori |  |

| Arbitro: | Eduardo Iturralde González |

|                      |           |                        |
| Walker 24’ Aluko 41’ | Marcatori | 29’ Klose 55’ Altıntop |

| Arbitro: | Alan Kelly |

|            |           |                                     |
| Hassli 88’ | Marcatori | 49’ Jarolím 67’ Olić 77’ Trochowski |

| Arbitro: | Mark Clattenburg |

|  |           |          |
|  | Marcatori | 16’ Mutu |

| Arbitro: | Claudio Circhetta |

|               |           |                       |
| Střihavka 69’ | Marcatori | 4’ Berbatov 30’ Keane |

| Arbitro: | Peter Rasmussen |

|           |           |  |
| Diouf 74’ | Marcatori |  |

| Arbitro: | Alexandru Dan Tudor |

|              |           |  |
| Makukula 43’ | Marcatori |  |

### Ritorno
| Amburgo 21 febbraio 2008, ore 17.00 | Amburgo            | 0 – 0 referto | Zurigo | HSH Nordbank Arena (33.586 spett.)\| Arbitro: \| Kristinn Jakobsson \| |
| Arbitro:                            | Kristinn Jakobsson |               |        |                                                                        |

| Arbitro: | Damir Skomina |

|                                                               |           |                    |
| Barbarez 12’ 22’ Kießling 13’ Haggui 55’ Schneider 61’ (rig.) | Marcatori | 87’ (rig.) Barusso |

| Arbitro: | Thomas Einwaller |

|                               |           |  |
| Pavlenko 39’ Pavlyuchenko 85’ | Marcatori |  |

| Arbitro: | Felix Brych |

|            |           |          |
| Goumas 12’ | Marcatori | 81’ Novo |

| Arbitro: | Robert Małek |

|                                                           |           |            |
| Lúcio 12’ Van Buyten 36’ Podolski 71’, 77’ van Bommel 85’ | Marcatori | 83’ Lovell |

| Arbitro: | Darko Ceferin |

|                        |           |          |
| Liverani 38’ Cacia 81’ | Marcatori | 88’ Koné |

| Arbitro: | Martin Atkinson |

|                                             |           |  |
| Granero 45+1’ Contra 82’ (rig.) Braulio 84’ | Marcatori |  |

| Madrid 21 febbraio 2008, ore 20.45 | Atlético Madrid | 0 – 0 referto | Bolton Wanderers | Stadio Vicente Calderón (30.000 spett.)\| Arbitro: \| Jacek Granat \| |
| Arbitro:                           | Jacek Granat    |               |                  |                                                                       |

| Arbitro: | Stefan Messner |

|                         |           |                |
| Franco 75’ Tomasson 90’ | Marcatori | 31’ Pogrebnjak |

| Arbitro: | Selçuk Dereli |

|               |           |              |
| Cavenaghi 71’ | Marcatori | 34’ Chatelle |

| Arbitro: | Zsolt Szabo |

|                    |           |                           |
| Leandro Castán 81’ | Marcatori | 47’ Zonneveld 65’ Lazović |

| Arbitro: | Jonas Eriksson |

|           |           |             |
| O'Hara 7’ | Marcatori | 51’ Krajčík |

| Arbitro: | Nikolaj Ivanov |

|                                                    |           |                 |
| Yakubu 35’, 54’, 72’ Johnson 41’, 90+2’ Arteta 70’ | Marcatori | 60’ Vaagan Moen |

| Arbitro: | Tommy Skjerven |

|  |           |                                |
|  | Marcatori | 2’ Pereirinha 41’, 51’ Liédson |

| Arbitro: | Ivan Bebek |

|                           |           |                            |
| Charisteas 59’ Saenko 66’ | Marcatori | 90’ Cardozo 90+2’ Di María |

| Arbitro: | Serge Gumienny |

|  |           |             |
|  | Marcatori | 78’ Klasnić |

## Ottavi di finale

### Andata
| Arbitro: | Olegário Benquerença |

|  |           |                                                                |
|  | Marcatori | 9’ Hamit Altıntop 45+1’ Toni 57’ Podolski 67’ Klose 86’ Ribéry |

| Arbitro: | Alain Hamer |

|                       |           |  |
| Cousin 45’ Davies 48’ | Marcatori |  |

| Arbitro: | Alon Yefet |

|            |           |              |
| McCann 25’ | Marcatori | 69’ Vukčević |

| Arbitro: | Craig Thomson |

|           |           |  |
| Gekas 77’ | Marcatori |  |

| Arbitro: | Grzegorz Gilewski |

|               |           |                                   |
| Mantorras 76’ | Marcatori | 25’ de la Red 67’ Pablo Hernández |

| Arbitro: | Paul Allaerts |

|                              |           |  |
| Kuzmanović 70’ Montolivo 81’ | Marcatori |  |

| Arbitro: | Stéphane Lannoy |

|  |           |            |
|  | Marcatori | 34’ Farfán |

| Arbitro: | Knut Kircher |

|                          |           |             |
| Cissé 37’, 55’ Niang 48’ | Marcatori | 82’ Aršavin |

### Ritorno
| Arbitro: | Terje Hauge |

|          |           |                         |
| Lucio 9’ | Marcatori | 20’ Sehat 35’ Yakovenko |

| Arbitro: | Martin Hansson |

|           |           |  |
| Diego 58’ | Marcatori |  |

| Arbitro: | Bertrand Layec |

|                |           |  |
| Pereirinha 85’ | Marcatori |  |

| Arbitro: | Alberto Undiano Mallenco |

|                                               |           |                        |
| Trochowski 53’ Guerrero 65’ Van der Vaart 81’ | Marcatori | 19’ Barbarez 55’ Gekas |

| Arbitro: | Viktor Kassai |

|           |           |  |
| Albin 77’ | Marcatori |  |

| Arbitro: | Eric Braamhaar |

|                                 |                      |                                   |
| Johnson 16’ Arteta 67’          | Marcatori            |                                   |
| Gravesen Yakubu Arteta Jagielka | Tiri di rigore 2 – 4 | Pazzini Montolivo Osvaldo Santana |

| Arbitro: | Matteo Trefoloni |

|                                                          |                      |                                                         |
|                                                          | Marcatori            | 81’ Berbatov                                            |
| Simons Lazović Farfán Salcido Dzsudzsák Bakkal Marcellis | Tiri di rigore 6 – 5 | Berbatov O'Hara Huddlestone Bent Jenas Zokora Chimbonda |

| Arbitro: | Mike Riley |

|                     |           |  |
| Pogrebnjak 39’, 78’ | Marcatori |  |

## Quarti di finale

### Andata
| Arbitro: | Olegário Benquerença |

|              |           |                                                    |
| Kießling 33’ | Marcatori | 20’ Aršavin 52’ Pogrebnjak 61’ Anjukov 64’ Denisov |

| Glasgow 3 aprile 2008, ore 20:45 | Rangers        | 0 – 0 referto | Sporting | Stadio Ibrox (48.923 spett.)\| Arbitro: \| Jurij Baskakov \| |
| Arbitro:                         | Jurij Baskakov |               |          |                                                              |

| Arbitro: | Howard Webb |

|          |           |            |
| Toni 26’ | Marcatori | 90’ Contra |

| Arbitro: | Laurent Duhamel |

|          |           |                |
| Mutu 56’ | Marcatori | 63’ Koevermans |

### Ritorno
| Arbitro: | Manuel Mejuto González |

|  |           |             |
|  | Marcatori | 18’ Bulykin |

| Arbitro: | Konrad Plautz |

|  |           |                                 |
|  | Marcatori | 60’ Darcheville 90+2’ Whittaker |

| Arbitro: | Massimo Busacca |

|                                     |           |                            |
| Contra 44’ Casquero 91’ Braulio 93’ | Marcatori | 89’ Ribéry 115’, 120’ Toni |

| Arbitro: | Luis Medina Cantalejo |

|  |           |               |
|  | Marcatori | 38’, 53’ Mutu |

## Semifinali

### Andata
| Arbitro: | Ľuboš Micheľ |

|            |           |                  |
| Ribéry 18’ | Marcatori | 60’ (aut.) Lucio |

| Glasgow 24 aprile 2008, ore 20:45 | Rangers        | 0 – 0 referto | Fiorentina | Stadio Ibrox (49.199 spett.)\| Arbitro: \| Kyros Vassaras \| |
| Arbitro:                          | Kyros Vassaras |               |            |                                                              |

### Ritorno
| Arbitro: | Tom Henning Øvrebø |

|                                              |           |  |
| Pogrebnjak 4’, 73’ Zyrianov 39’ Fayzulin 54’ | Marcatori |  |

| Arbitro: | Frank De Bleeckere |

|                                     |                      |                                       |
| Kuzmanović Montolivo Liverani Vieri | Tiri di rigore 2 – 4 | Ferguson Whittaker Papac Hemdani Novo |

## Finale
| Arbitro: | Peter Fröjdfeldt |

|                            |           |  |
| Denisov 72’ Zyrjanov 90+4’ | Marcatori |  |